# بوغاني

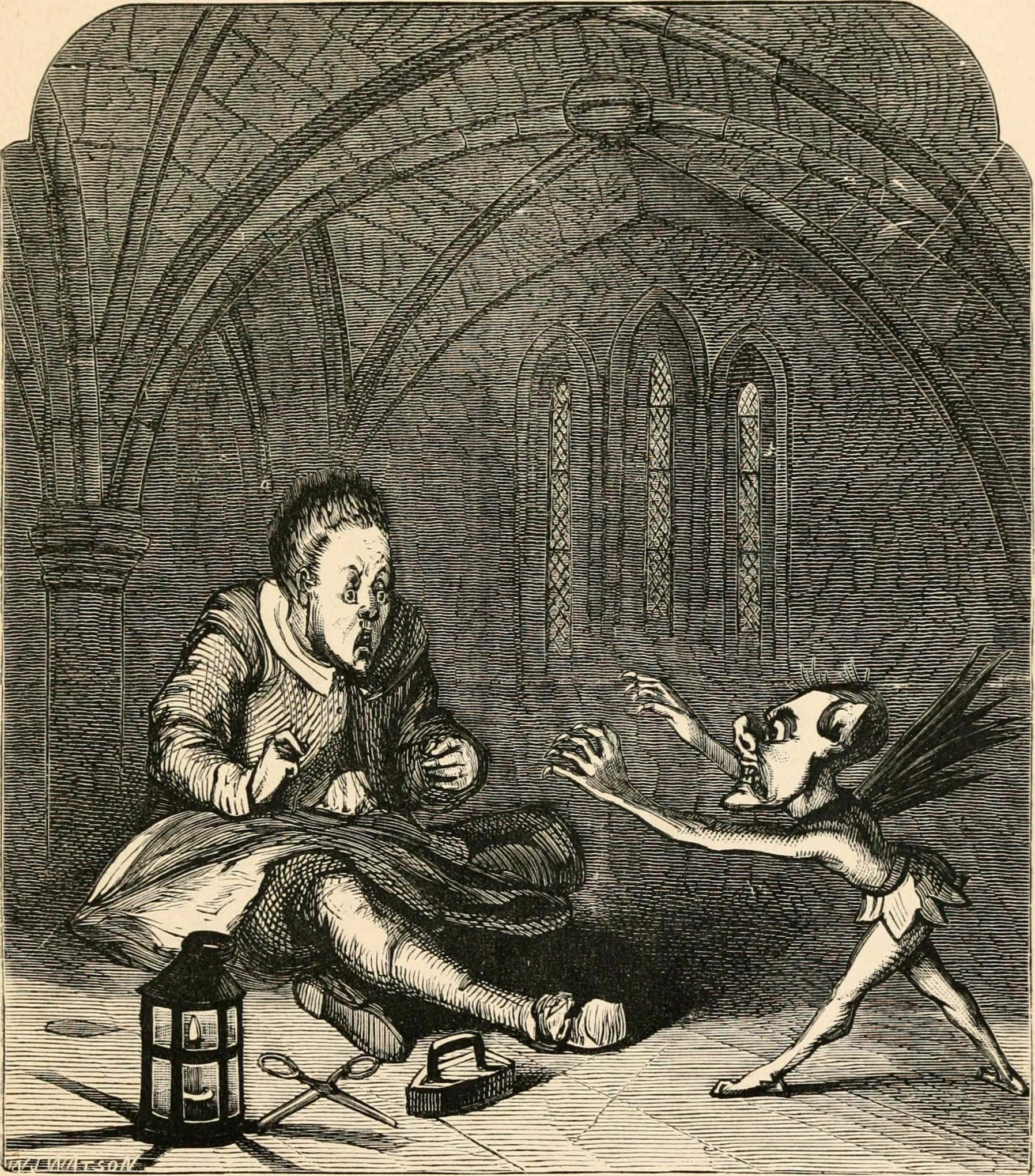
فينوديري، وأساطير أخرى من جزيرة مان (1882)

بوغاني (بالإنجليزية: Buggane)‏ مخلوق شيطاني من جزيرة مان، كبير الرأس والجسد بأسنان طويلة وأظافر حادة. وهو نسخة مختلفة عن بوغارت (boggart).